# 澳門工會聯合總會

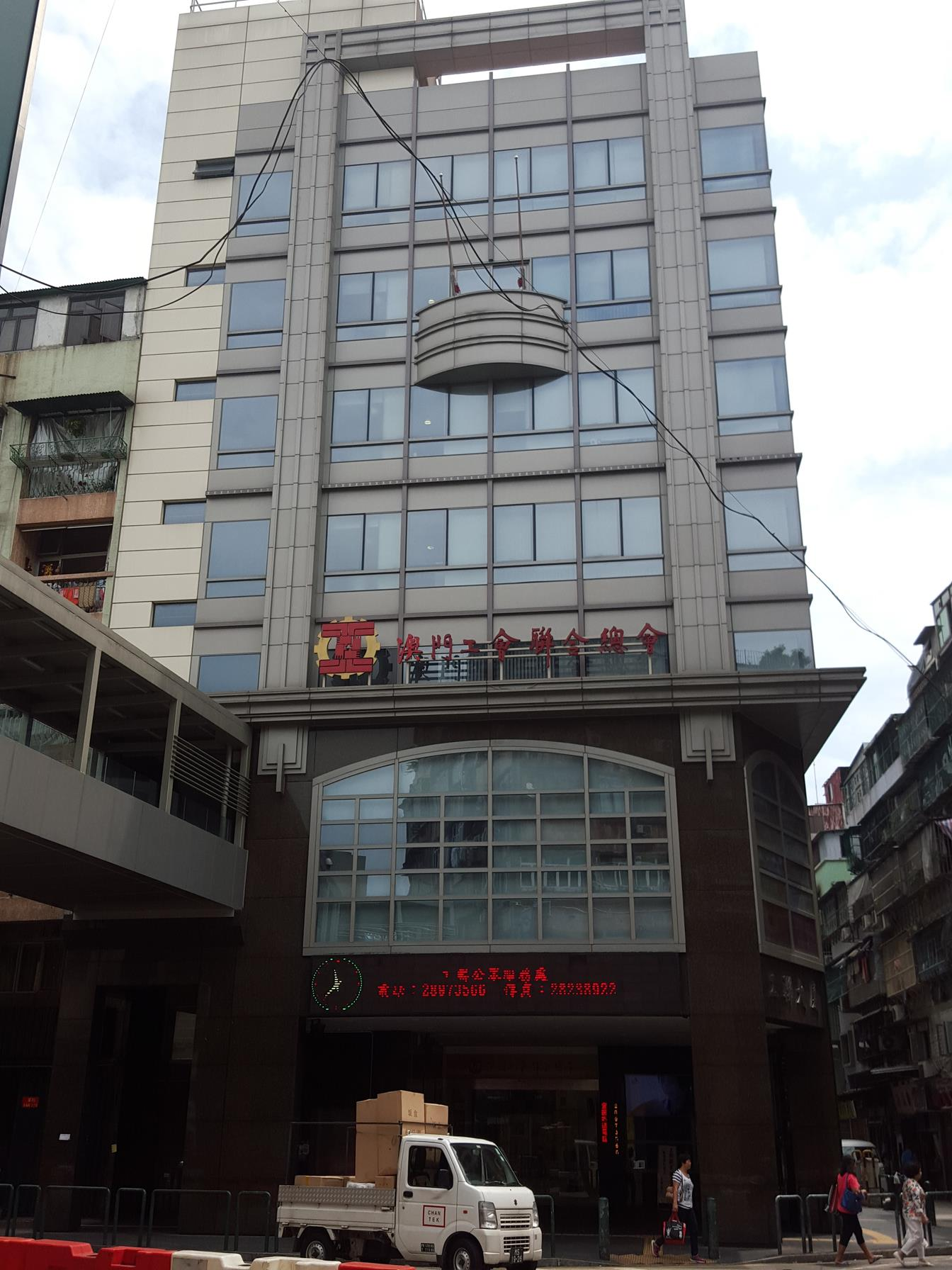
工聯大廈

澳門工會聯合總會（葡萄牙語：Federação das Associações dos Operários de Macau, FAOM），簡稱工聯總會 ，是澳門主要的工會組織，由各業工會組成的工會聯合組織，成立於1950年。该组织在政治上属于建制派。

## 宗旨
工聯總會的辦會宗旨是：發揚愛國愛澳精神，廣泛團結澳門僱員，發展壯大工會組織；爭取和維護僱員合法權益，維護僱員社會文化權利，開辦僱員文教、康體及福利各項服務事業；擁護“一國兩制”，維護基本法，參與特區建設，促進社會進步和經濟發展。

## 參選經驗
自1992年開始，该组织與其他親北京社團（包括澳門學聯）合作，共同以“同心協進會”的名义参加立法会和市政議會直接選舉，另外亦以僱員團體聯合會名義參加立法會間接選舉。以下為同心歷年當選直選、僱員團體聯合會間選立法議員名單：
- 1992年：直選：唐志堅、崔世安。間選：劉焯華、彭為錦
- 1996年：直選：唐志堅。間選：劉焯華、關翠杏
- 2001年：直選：關翠杏、梁玉華。間選：劉焯華、唐志堅
- 2005年：直選：關翠杏、梁玉華。間選：劉焯華、李從正
- 2009年：直選：關翠杏、李從正。間選：劉焯華、林香生
- 2013年：直選：關翠杏。間選：林香生、李靜儀
- 2017年：直選：李靜儀、梁孫旭。間選：林倫偉、李振宇
- 2021年：直選：李靜儀、梁孫旭。間選：林倫偉、李振宇

## 附屬機構

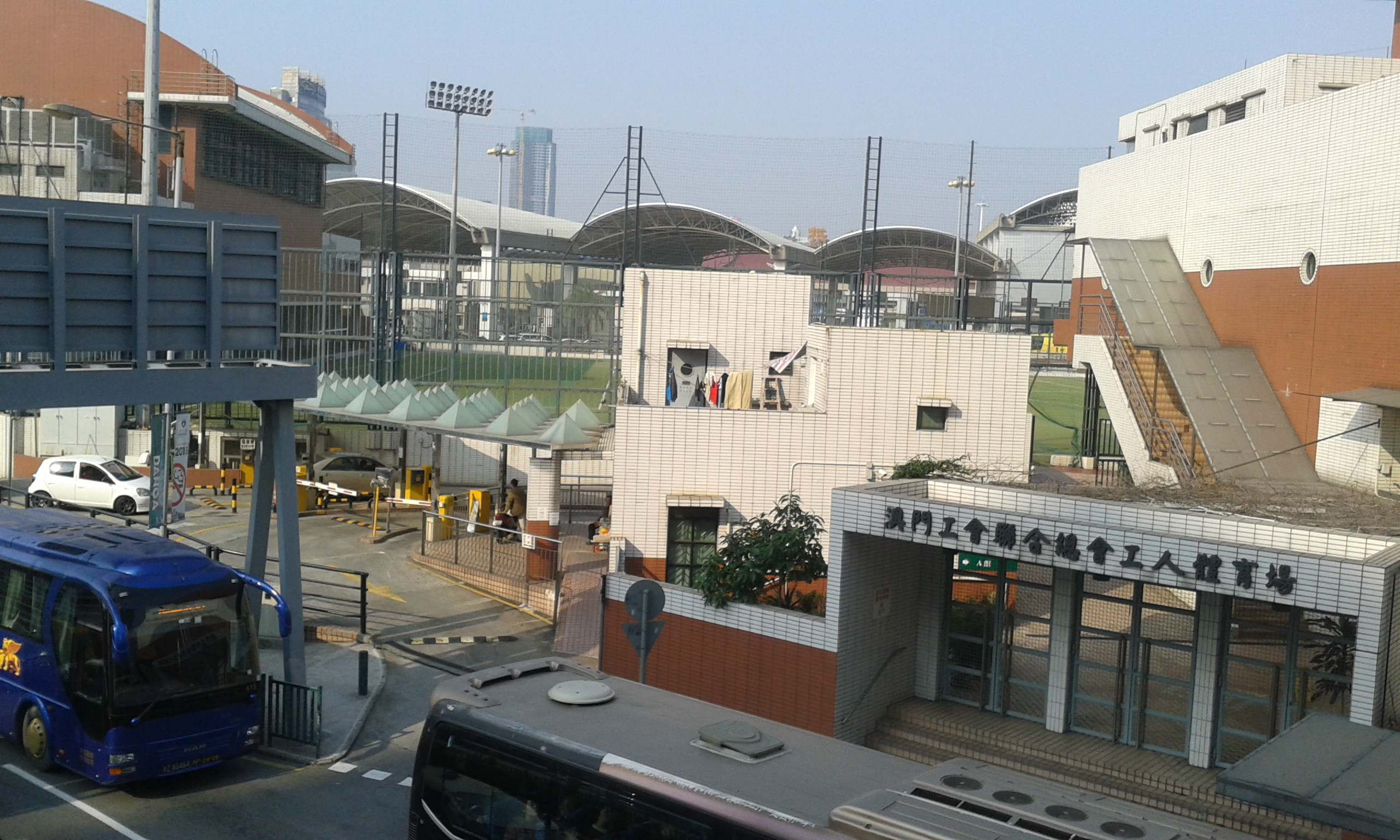
關閘工人體育場
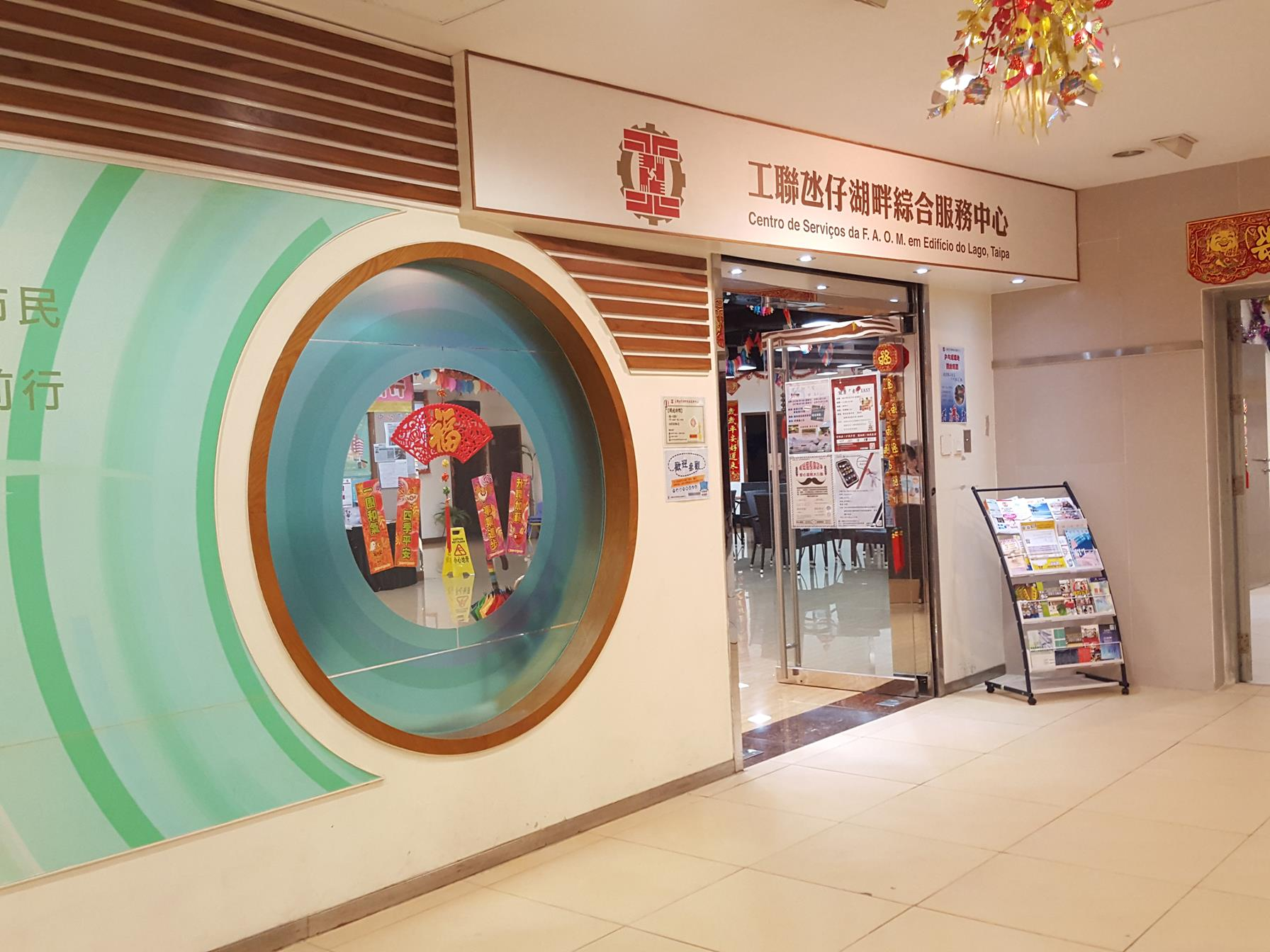
氹仔湖畔綜合服務中心

## 外部連結
- 澳門工會聯合總會 官方網址 （页面存档备份，存于）